# 도요시미즈 신호장
도요시미즈신호장(일본어: 豊清水信号場)은 일본 홋카이도 나카가와 군 비후카정에 있는 홋카이도 여객철도 소야 본선의 신호장이다. 역 번호는 W58이다.

## 역 구조
섬식 승강장 1면 2선의 구조를 가진 지상역이며, 무인역이다.

## 역 주변
- 국도 제40호선
- 데시오강

## 인접 역
| 홋카이도 여객철도 소야 본선  | 홋카이도 여객철도 소야 본선 | 홋카이도 여객철도 소야 본선      |
| ---------------------------- | --------------------------- | -------------------------------- |
| W57 몬포나이 아사히카와 방면 | ■ 소야 본선                 | 데시오가와온센 W59 왓카나이 방면 |